# Economia de les centrals nuclears
L'economia de les noves centrals nuclears és un tema controvertit, ja que hi ha punts de vista divergents sobre aquest tema, on està en joc l'elecció d'una font d'energia que comporta unes inversions en milers de milions de dòlars. La construcció de les centrals nuclears solen tenir uns alts costos de capital, però no quan estan en funcionament.
En els últims anys s'ha produït una desacceleració del creixement de la demanda d'electricitat i el finançament s'ha fet més difícil, el que té un impacte en els grans projectes de centrals nuclears, amb grans costos inicials i els cicles de projectes llargs comporten una gran varietat de riscos. A Europa de l'Est, un seguit de projectes de llarga durada estan lluitant per trobar finançament, en particular Belene a Bulgària i els reactors addicionals de Cernavoda a Romania, i alguns partidaris potencials s'han retirat. On el gas és barat i amb una oferta futura relativament segura i això, per tant, també planteja un problema important per als projectes nuclears.
L'anàlisi dels aspectes econòmics de l'energia nuclear ha de tenir en compte que corre amb els riscos de les incerteses futures. Fins ara totes les centrals nuclears en explotació han estat desenvolupades pels monopolis estatals de serveis públics o companyies regulades per l'Estat en les quals molts dels riscos associats als costos de construcció, l'acompliment operatiu, el preu del combustible i altres factors són sufragats pels consumidors en lloc dels proveïdors. Molts països han liberalitzat el mercat de l'electricitat, on aquests riscos, i el risc de competidors emergents més barats amb uns costos de capital que són recuperats abans, porta a una avaluació significativament diferent de l'economia de les noves centrals nuclears.
Dos dels quatre EPRs en construcció (a Finlàndia i França) tenen un retard important i un increment substancial del cost. Arran de la catàstrofe nuclear de Fukushima (2011), els costos tendeixen a pujar tant per les centrals nuclears que operen actualment com per a les noves.
En 2013, els assessors d'inversions Morningstar, Inc. van concloure que, als països desenvolupats, "els reactors no són una font viable de nova energia". Fins i tot als països desenvolupats, en els que tingui sentit econòmic, les nuclears no són factibles pels "enormes costos, la incertesa política i l'oposició popular". Aquest punt de vista es fa ressò de la declaració de l'expresident executiu de Exelon John Rowe, que va dir en 2012 que les noves centrals nuclears als EUA "no tenen cap sentit en aquest moment" i tampoc poden ser econòmicament viable en un futur proper, a causa dels baixos preus del gas natural al mercat nord-americà. John Quiggin, professor d'economia, va dir que el principal problema de l'opció nuclear és que no és econòmicament viable. Quiggin diu que necessitem ús més eficient de l'energia i una major comercialització d'energies renovables. L'ex-membre de NRC Peter Bradford i el professor Ian Lowe recentment han fet declaracions similars. No obstant això, alguns líders pronuclears i grups de pressió segueixen amb propostes de dissenys nous, però en gran part no provats, com a font de nova energia.
La major activitat de construcció de noves centrals s'està produint en els països en desenvolupament com Corea del Sud, Índia i Xina. Xina té 25 reactors en construcció, amb plans per construir-ne més, No obstant això, d'acord amb una unitat d'investigació del govern, la Xina no hauria de construir "massa reactors d'energia nuclear massa ràpidament", a fi d'evitar un dèficit de combustible, i d'equips i treballadors qualificats en centrals nuclears.